# Francesco Mariani
Francesco Mariani (Milano, 11 novembre 1886 – 13 gennaio 1976) è stato un sindacalista e politico italiano.

## Biografia
Nato in una famiglia umile, ad otto anni, in seguito alla morte del padre, venne mandato nell'Orfanotrofio dei Martinitt dove poté ultimare gli studi tecnici. Testimone dei moti del pane del 1898, rimase colpito dalla brutale repressione attuata dalle truppe del generale Fiorenzo Bava Beccaris. Di conseguenza iniziò ad avvicinarsi agli ambienti del socialismo milanese. Completati gli studi, fu assunto come disegnatore alle Arti Grafiche Bertarelli.
Iscrittosi alla Federazione Giovanile Socialista Italiana fin dalla sua fondazione nel 1903, Mariani divenne ben presto uno dei membri direttivi del circolo di Milano. Arrestato per propaganda sovversiva nel 1909, fu in conseguenza di ciò licenziato. Emigrò quindi in Svizzera in cerca di un impiego. Anche qui però, una volta trovato lavoro, venne perseguito dalle autorità per la sua attività politica e licenziato.
Rientrato in Italia si stabilì a Cremona dove divenne segretario della locale Camera del Lavoro e fu redattore nel settimanale L'Eco del popolo. Nel 1913 si trasferì nella natia Milano continuando ad operare nel sindacato come membro della presidenza della Camera del lavoro e poi in qualità di segretario generale. Con Alfredo Bagnetti aiutò ad organizzare i ferrotranvieri fuoriusciti dal Sindacato ferrovieri italiani e riorganizzatisi nel Sindacato nazionale dei ferrovieri. Fu anche eletto consigliere nei comuni di Milano e Cremona e si del consorzio navigabile Milano-Venezia e dell'Università Popolare.
Allo scoppio della prima guerra mondiale, Mariani, che era stato esonerato dal servizio militare per una grave forma di artrosi, divenne un attivo esponente del fronte neutralista milanese fondando anche il periodico antimilitarista Rompete le file!. Nel primo dopoguerra si interessò al problema degli ex-combattenti e contribuì alla costituzione della Lega proletaria tra mutilati, invalidi, reduci orfani e vedove di guerra. Mariani si ritrovò a dirigere la Camera del Lavoro milanese nel turbolento biennio rosso, periodo durante il quale le strade del capoluogo lombardo erano teatro di durissimi scontri tra socialisti, popolari, nazionalisti, fascisti e forze dell'ordine. Con il dilagare della violenza squadrista fascista Mariani fu ripetutamente aggredito. Agli inizi degli anni venti lasciò così le cariche direttive che ancora rivestiva in campo politico e sindacale per dedicarsi prevalentemente alla propria bottega d'arte grafica. Espatriò nuovamente in Svizzera, ma poco dopo fece ritorno in Italia.
Sebbene fosse costantemente vigilato dalla polizia politica fascista, riprese i contatti con alcuni antifascisti milanesi, cosa che gli costò l'internamento il 21 gennaio 1941 nel campo di concentramento di Fabriano. Dopo la caduta del fascismo fu liberato e partecipò attivamente alla Resistenza collaborando anche alla redazione clandestina dell'Avanti!.
Nell'immediato dopoguerra, su designazione della Cgil, fu nominato alla Consulta nazionale per la commissione industria e commercio . Nel giugno del 1946 venne eletto all'Costituente nelle file del PSI per il IV collegio di Milano. Senatore nella I e II legislatura repubblicana, fece parte della X commissione (lavoro-emigrazione-previdenza sociale) e della commissione d'inchiesta sulle condizioni degli operai nelle fabbriche. Nello stesso periodo fu, insieme al comunista Giuseppe Alberganti, tra i principali protagonisti del ricostituito mondo sindacale milanese. Grazie alle sue battaglie Mariani conquistò tra gli operai milanesi un'indiscussa stima e rispetto. Nel gennaio del 1956 gli venne affidata anche la segreteria regionale della Cgil. Durante il suo mandato si occupò soprattutto dei problemi connessi all'emigrazione. Fu anche consigliere comunale a Milano, e dal 1959 ricoprì la carica di segretario regionale dell'Anpi.